# خوسيه أليخاندرو مونتانو
خوسيه أليخاندرو مونتانو (بالإسبانية: José Alejandro Montano)‏ هو سياسي مكسيكي، ولد في 26 نوفمبر 1956 في المكسيك. حزبياً، نشط في الحزب الثوري المؤسساتي. وقد انتخب عضو مجلس النواب المكسيك.